# Pragoti Industries
Pragoti Industries Limited (bengalisch প্রগতি, ‚Fortschritt‘, in einigen Quellen auch Pragati) ist ein bangladeschischer Automobilhersteller mit Sitz in Barabkund. Das Unternehmen gehört zur Bangladesh Steel and Engineering Corporation (BSEC) und ist im Staatsbesitz.

## Geschichte
Das Unternehmen wurde 1966 unter dem Namen Ghandara gegründet und begann mit der Produktion von Automobilen. Eine andere Quelle nennt 1965 für den Produktionsstart von Nutzfahrzeugen. Nach der Unabhängigkeit Bangladeschs 1972 wurde das Unternehmen verstaatlicht. Im Jahr 1978 betrug die jährliche Produktion 650 Stück. Für den Mitsubishi Pajero wurde 2011 eine Jahresproduktion von 300 Stück vereinbart. im Jahr 2013 hatte Pragoti 357 Mitarbeiter. Im Jahr 2017 wurden die technischen und wirtschaftlichen Fähigkeiten des Unternehmens vom Finanzministerium stark angezweifelt und eine Schließung im Jahr 2018 nicht ausgeschlossen (die aber offensichtlich nicht erfolgte).

## Modelle
Zunächst wurden Fahrzeuge von General Motors hergestellt. Begonnen wurde mit der Produktion des Vauxhall Viva. Ab 1974 wurde ein leichtes Nutzfahrzeug (BTV) von General Motors montiert.
Ab 1992 (oder 1998) werden Fahrzeuge der Marke Mitsubishi montiert. Hergestellt wurden verschiedene Versionen des Mitsubishi Pajero. Nachdem dieser Vertrag Mitte der 2010er Jahre ausgelaufen war, wurde ein Vertrag mit Mahindra & Mahindra geschlossen, um das Modell Scorpio zu montieren.
Die bis zu den 2010er Jahren rund 50.000 hergestellten Fahrzeuge umfassen Personenkraftwagen, Jeeps, Busse (der Marke Tata), Lastwagen und Traktoren. Belegt ist auch eine Produktion von Fahrzeugen der Marken Maruti und Nissan (Krankenwagen).